# بیمال کومار
بیمال کومار (انگلیسی: Bimal Kumar Bose؛ زادهٔ ۱ سپتامبر ۱۹۳۲) دانشمند در زمینه الکترونیک قدرت، مهندسی برق، و هوش مصنوعی است.